# Comesperma pallidum
Comesperma pallidum là một loài thực vật có hoa trong họ Polygalaceae. Loài này được Pedley mô tả khoa học đầu tiên năm 1981.